# Calreticulina
La calreticulina és una proteïna resident al reticle endoplasmàtic rugós. Es tracta d'una lectina (proteïna de reconeixement de glúcids) amb funció de xaperona, ja que ajuda al correcte plegament de les proteïnes. La calreticulina té una mida aproximada de 400 residus, i és l'homòloga soluble de la calnexina. Té un domini de reconeixement de sucres similar al de la concanavalina A, i un domini amb el qual s'uneix a la proteïna ERp57. La calreticulina requereix cations Ca2+ per al seu funcionament.

## Funció
La funció de la calreticulina és retenir les proteïnes en procés de plegament al reticle endoplasmàtic rugós (RER), de forma que s'evita la seva degradació o el seu trasllat prematur a l'aparell de Golgi. La calreticulina s'uneix a l'oligosacàrid monoglucosilat de les glicoproteïnes que no estan completament plegades. Mentrestant, la proteïna es comença a plegar. Aquí intervé les protein disulfur isomerases (PDI), com la ERp57, que catalitzen la formació de ponts disulfur. Posteriorment, la proteïna es desprèn i s'elimina un residu de glucosa. Si està ben plegada, s'eliminaran 3 residus glucosil més i la proteïna serà transportada a l'aparell de Golgi. Si no, la proteïna glucosil-transferasa, que només reconeix proteïnes mal plegades, torna a afegir un residu de glucosa. D'aquesta forma, la calreticulina o la calnexina la poden tornar a reconèixer i el cicle comença de nou.